# Siim Kallas
Siim Kallas (født 2. oktober 1948 i Tallinn, Estiske SSR, Sovjetunionen) er en estisk politiker, der var Europa-Kommissær fra 2004 til 2014 og Estlands statsminister fra 2002 til 2003. Siim var sammen med Joaquín Almunia kommissær for økonomiske og monetære anliggender i Prodi-kommissionen i 2004. I den første Barroso-kommission fra 2004 til 2010 var han næstformand og kommissær for administrative anliggender, revision og bekæmpelse af svig. I den anden Barroso-kommission fra 2010 til 2014 var han næstformand og kommissær for transport.
Kallas er også tidligere været finansminister, udenrigsminister og medlem af Riigikogu. Han var formand for det markedsliberale Eesti Reformierakond til 2004 og har været i næstformand for Liberal International. 
Kallas blev i 1975 uddannet i finansiering fra Tartus Universitet og arbejdede derefter i det sovjetiske finansministerium og for centralorganisationen af estiske sparekasser. Fra 1972 til 1990 var han medlem af Sovjetunionens kommunistiske parti. Fra slutningen af 1980'erne indtog han en kritisk holdning til Estlands økonomiske afhængighed og spillede en væsentlig rolle i landets løsrivelse fra Sovjetunionen. I 1991 blev han direktør for landets centralbank, Eesti Pank og stod i spidsen for landets valutareform, ligesom han lagde fundamentet for de omfattende økonomiske reformer, landet gennemgik. 
Siim Kallas grundlagde i 1994 Eesti Reformierakond, som han var formand frem til 2004. I 1995 blev han for første gang indvalgt i parlamentet. Senere samme år blev han udenrigsminister. I årene 1999-2002 var han Estlands finansminister, hvorefter han frem til 2003 var statsminister. 
I 2000 modtog han Tysklands fortjenstorden Bundesverdienstkreuz og blev i 2001 storofficer af Æreslegionen. Endelig modtog han i 2003 den estiske fortjenstorden af anden klasse. 